# Charles Yorke, 4:e earl av Hardwicke
Charles Philip Yorke, 4:e earl av Hardwicke född 1799, död 17 september 1873. Han var son till Hon. Sir Joseph Sidney Yorke. Han gifte sig 1833 med Susan Liddell (1810-1886), dotter till Thomas Henry Liddell, Baron Ravensworth.
Charles Philip Yorke var parlamentsledamot 1831-1834. Han var också lordlöjtnant för Cambridgeshire mellan 1834 och 1873. Däremellan gjorde han karriär inom engelska flottan, där han slutade som amiral. Han utsågs till medlem av Privy Council och var dessutom medlem av Royal Society. Senare i livet utsågs han till hedersdoktor i civilrätt av Oxford University.

## Barn
- Lady Elizabeth Yorke, 1834-1936. Gift 1860 med Henry John Adeane (1833-1870) och 1877 med Michael Biddulph, Baron Biddulph (1834-1923)
- Charles Yorke, 5:e earl av Hardwicke (1836-1897), gift med Lady Sophia Georgiana Robertina Wellesley (1840-1923)
- Lady Mary Catherine Yorke (1837-1890), gift med William George Craven
- Lady Agneta Harriet Yorke (1838-1919), gift med Victor Alexander Montagu, viceamiral
- John Manners Yorke, 7:e earl av Hardwicke (1840-1909), gift med Edith Mary Oswald (d. 1930)
- Hon. Victor Alexander Yorke, löjtnant (1842-1867)
- Hon. Elliot Constantine Yorke (1843-1878),  gift med Annie Rothschild (1844-1926)
- Hon. Alexander Yorke (1847-1911), hovman m.m. hos Leopold av Albany, Viktoria I av England och Edvard VII av England